# Listă de sculptori danezi
Aceasta este o listă de sculptori danezi.

## A
- Nicolai Abildgaard

## B
- Herman Wilhelm Bissen

## C
- Caius Gabriel Cibber

## E
- Olafur Eliasson

## F
- Hermann Ernst Freund

## J
- Robert Jacobsen
- Jens Adolf Jerichau
- Asger Jorn

## N
- Kai Nielsen

## O
- Henrik Olrik

## Q
- Thomas Quellinus

## S
- August Saabye

## T
- Bertel Thorvaldsen

## W
- Johannes Wiedewelt